# Основні категорії класичної риторики
Основні́ катего́рії класи́чної рито́рики — це найзагальніші поняття, які виявлені в  ораторській діяльності і які стосуються основних її аспектів. До них належать логос, етос, пафос і топос.

## Логос
Логос (з грецької λόγος — «слово, мовлення, мова», а також «поняття, думка, розум»). Логос як категорія класичної  риторики виявляє єдність слова і думки, вказує на те, що слово породжене розумом і що воно до нього апелює.
У сучасній риториці логічність є однією з основних ознак промови і тексту. Це означає, що у промові має бути логічна послідовність міркувань, а основні положення повинні бути несуперечливими.

## Етос
Етос (з грецької εθος — «звичай, звичка, характер, норов»). У риторичній науці поняття етосу закріпилося як своєрідний моральний принцип. Спершу етос розглядали як характеристику оратора, його особи. Етос став основою формування риторичного ідеалу.
В античній риториці категорію етосу розуміли широко, туди входили такі поняття, як добро, щастя, справедливість, краса, користь, утвердження позитивних якостей і засудження негативних.
Етос як одна з категорій риторики визначав зразкову суспільну і морально-етичну поведінку оратора. Риторика декларувала моральність оратора як непорушний закон. Щоб промовець міг переконувати людей, впливати на них, для нього важливо було виступати в їх очах достойною людиною. Аристотель у своїй «Риториці» зазначив, що промовець має бути відомим як людина достойна, гідна промовляти до їхніх сердець і розуму. Слухачі, сприймаючи промову, складають для себе уявлення про етос оратора.
Поза етосом риторика руйнується, перетворюється в демагогію та порожню балаканину, тому категорію етосу можна розглядати як основоположну.

## Пафос
Пафос (з грецької πάθος — «пристрасть, почуття»). Це інтелектуальна, вольова, емоційна переконаність промовця, яка виявлена і в мовленні оратора, і в тексті промови.
Людина може бути настільки перейнята певними ідеями, поглядами чи діяльністю, що ставиться до них з пристрастю, запалом, які надихають слухачів, тих людей, з якими вона про ці справи чи ідеї спілкується. Пафос може виявлятися у мовленні спонтанно, природно, або навмисне — для досягнення якогось ефекту чи результату (переконання, співчуття, захват, переживання).
Можна розмежувати пафос самого мовця і пафос тексту (його забезпечують мовні засоби). В оратора пафос може викликати або його ставлення до змісту, або навіть враження від власної промови.
Риторика досліджує такі питання: як можна керувати власним пафосом і пафосом аудиторії; як не перестаратися з пафосом, щоб не виглядати смішним; наскільки доречний пафос у різних видах промов.
Три вищезгадані категорії можна визначити як три наукові критерії, фільтри для промов: істинності (логос), щирості (етос), відповідності мовної поведінки (пафос).

## Топос
Топос (з грецької τόπος — «місце»). Топос, або топік — означає загальне місце у промові (тобто якийсь мотив чи тему, що повторюється багаторазово), а також може означати загальне твердження — опорну точку певної теми. Топос виступає як певний орієнтир, схема викладу.
Античні риторики розробляли топоси — схеми і зразки промов (певних місць) для певних ситуацій. Наприклад, «схема опису події». Для використання цього топосу оратор мав дати відповіді на такі питання — що за подія? де вона відбулася? коли? як? і чому?. Так нічого не пропустите. Тобто топос можна розглядати як вміння поставити правильну низку запитань (від загальних до конкретних) для змістовного й логічного розкриття якогось питання.
У риториці існують поняття детальний топос (набір правил мовної поведінки і мовних формул), техніка топосу (вміння швидко пристосуватися до мовної ситуації, знайти найвідповідніші слова і фрази, вдало ставити запитання і відповідати на них).